# Trachinotus falcatus
Trachinotus falcatus — риба, що належить до сімейства ставридових. Дорослі особини харчуються крабами, креветками та меншою рибою.

## Назва
Дозвіл вперше описав Карл Лінней у його десятому виданні роботи Systema Naturae, яка була опублікована в 1758 році. Спочатку він класифікував її як Labrus falcatus, хоча з тих пір риба була віднесена до роду Trachinotus. Це типовий вид роду Trachinotus.
Назва роду Trachinotus, походить від злиття грецьких слів trachys (τραχύς), що означає «грубий», і noton (νῶτον), що означає «назад». Видова назва для дозволу, falcatus — латинський прикметник, що приблизно означає «озброєний косами». Це натяк на спинний плавець, який час від часу виступає з води, коли риби харчуються біля поверхні.

## Анатомія та морфологія

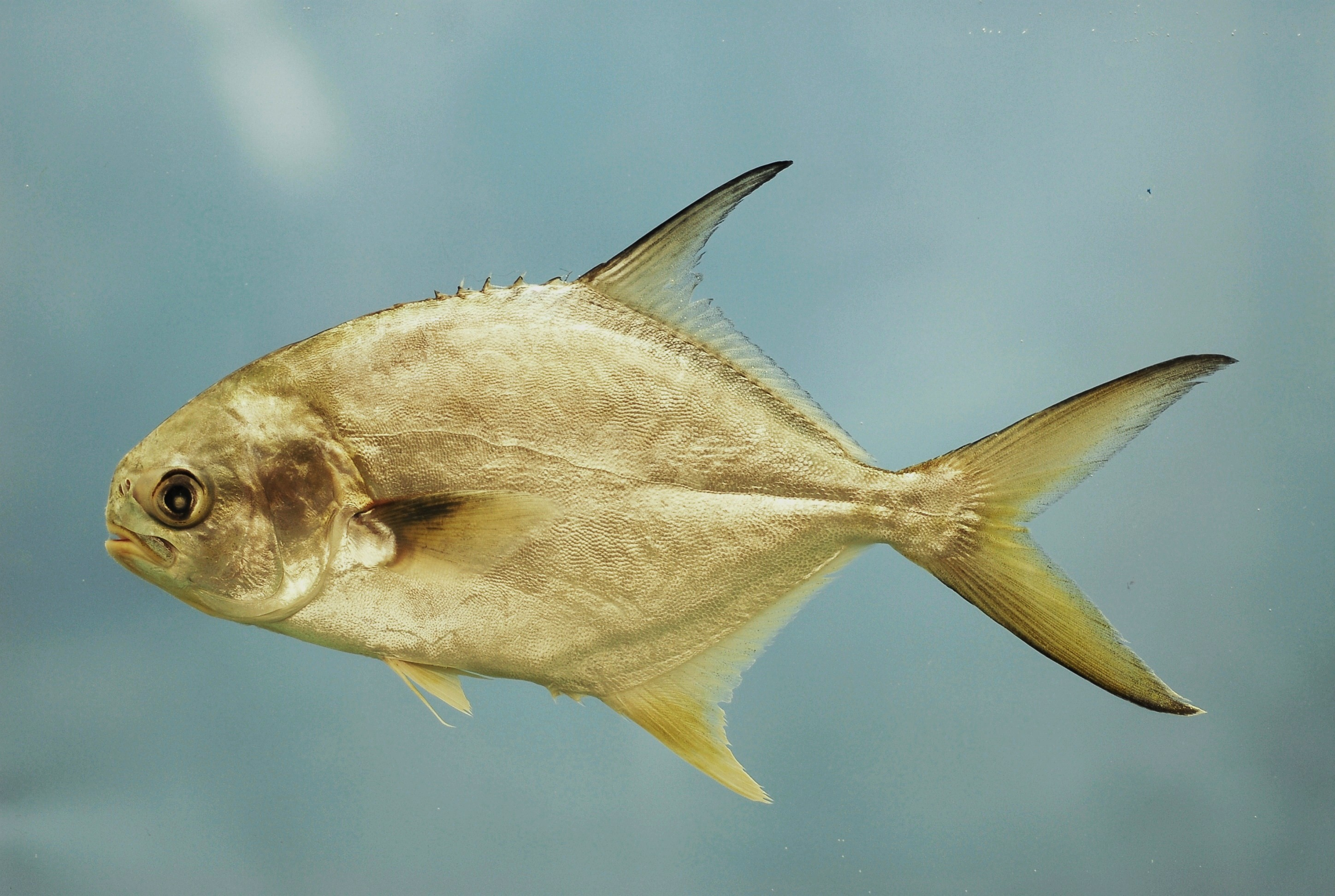
Риба з Мексиканської затоки

Рибу можна відрізнити по подовжених спинних плавцям і анальних плавцям. Спинний плавець має форму коси. Хвости також глибоко роздвоєні, а їх тіло стиснуте з боків, що робить рибу високою і тонкою, якщо дивитися спереду.
В середньому ця риба має від шести до семи спинних хребців і від 18 до 20 одного м'яких променів. Анальний плавець має від двох до трьох шипів і від 16 до 18 м'яких променів. І спинний, і анальний плавці мають темні передні частини. Риба має велику оранжево-жовту пляму на черевці перед анальними плавцями, а грудні плавці темні.
Максимальна довжина риби може досягати 122 см і може важити до 36 кг, за даними Музею природної історії Флориди.

## Поширення та середовище проживання
Риба зазвичай зустрічається в мілководних тропічних водах, таких як вати, канали та на мулистому дні. Хоча вони зустрічаються поблизу берега і навіть у деяких солонуватих районах, вони нерестяться на березі. Молодняк зазвичай зустрічається в зоні прибою, де їм доступна велика кількість дрібних безхребетних.
Зустрічається в західній частині Атлантичного океану від Массачусетса до Бразилії, включаючи більшість островів Карибського моря.
Два підводні човни ВМС Сполучених Штатів були названі USS Permit на його честь, відповідно традиції називати підводні човни назвами «жителей глибин», яка переважала до того, як USS Los Angeles було названо в 1971 році.

## Галерея

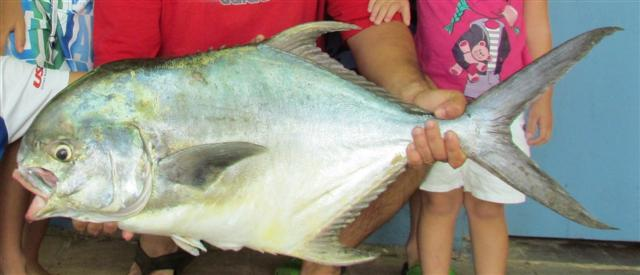
Trachinotus falcatus, спійманий біля берегів Нікарагуа
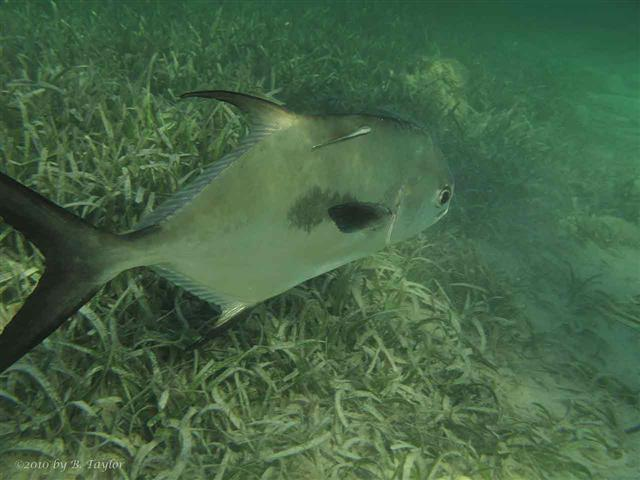
Над морською травою поблизу Роатана, Гондурас
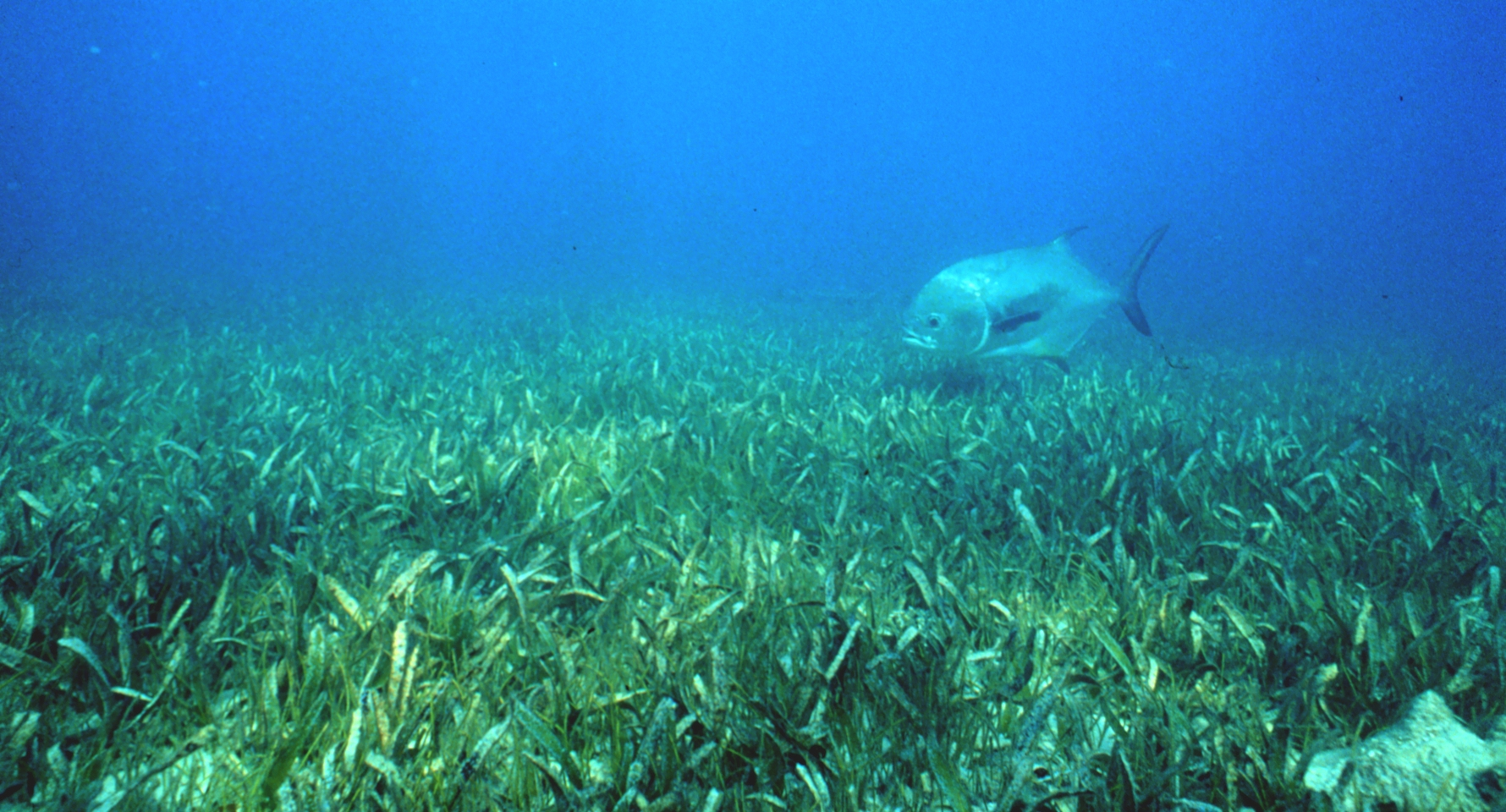
Поблизу морської трави на Флорида-Кіс
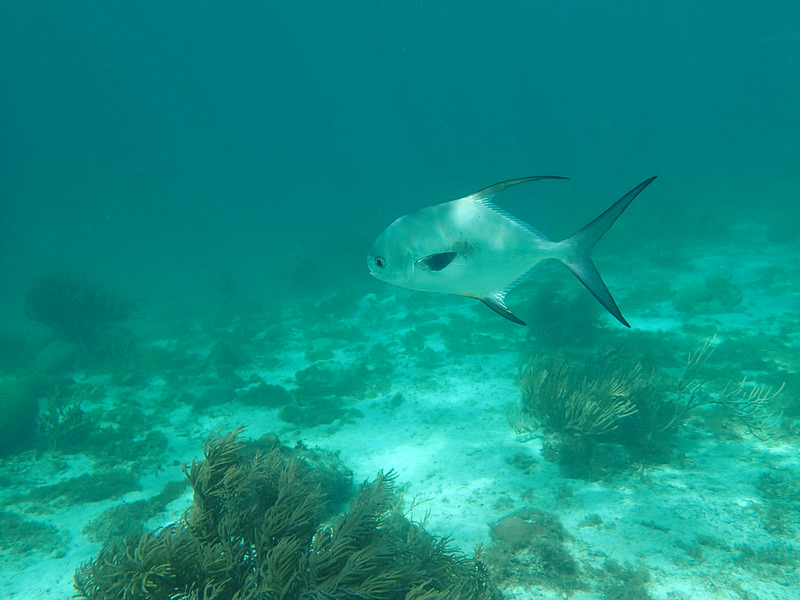
Trachinotus falcatus біля узбережжя Белізу